# Crama și pivnițele pentru păstrarea vinului din Purcari
Crama și pivnițele pentru păstrarea vinului este un complex de clădiri amplasat în Purcari, raionul Ștefan Vodă, Republica Moldova. Este un monument arhitectural de importanță națională inclus în Registrul monumentelor Republicii Moldova ocrotite de stat cu nr. 325 (raionul Ștefan Vodă). Datează din sec. XIX.